# Masaki Aizawa
Masaki Aizawa (en japonès: 相沢 正輝, Aizawa Masaki) (Hokkaidō, Japó, 19 de gener de 1965) és un seiyuu.

## Rols interpretats
- L'ordre d'aquesta llista és personatge, sèrie:
- Shiyu Kusanagi, X/1999
- Shoryu, Juuni Kokki
- Miguel, Ragnarok The Animation